# عبد الرؤوف كارة
عبد الرؤوف كارة (ولد سنة 1980 في سوق الجمعة، طرابلس) هو قائد جهاز الردع لمكافحة الجريمة المنظمة والإرهاب، ويُعد من أبرز الشخصيات الأمنية في العاصمة الليبية طرابلس منذ عام 2011. يعرف كارة بإنتمائه للتيار السلفي.

## النشأة والتوجه
ينتمي كارة إلى منطقة سوق الجمعة، ذات الخلفية السلفية المحافظةقد تأثر بالمذهب السلفي المدخلي غير الحزبي، مما أثر على توجهه الأمني ومكافحة ما يعتبره "الانحراف الأخلاقي والعقدي".

## تأسيس كتيبة الردع
أسس كارة “قوات الردع الخاصة” بعد عام 2011، وبدأت مهمتها بمحاربة تجار المخدرات والخمور، كما شاركت في حصار وزارة الخارجية أواخر أبريل 2013. تمركزت لاحقًا في قاعدة معيتيقة الجوية وتحولت تدريجيًا إلى قوة شبه رسمية مقربة من وزارة الداخلية.

## التحول إلى جهاز رسمي
في مايو 2018، أصدر المجلس الرئاسي لحكومة الوفاق الوطني قرارًا بحلّ "قوات الردع الخاصة" (Special Deterrence Force – SDF)، وتشكيل "جهاز الردع لمكافحة الجريمة المنظمة والإرهاب" تحت إشراف وزارة الداخلية.
ووفقًا للقرار:
- تم نقل كافة أصول وممتلكات القوة السابقة إلى الجهاز الجديد.

- تم منحه صفة منظمة أمنية رسمية مع ميزانية سنوية وخارطة صلاحيات تشمل التحقيق، الاعتقال، والعمليات الأمنية في طرابلس والمناطق المحيطة.

## المهام والنفوذ
يتولى الجهاز مسؤولية إدارة سجن معيتيقة داخل قاعدة معيتيقة الجوية في طرابلس، حيث يحتجز مئات من المشتبه فيهم بأسباب تتعلق بمكافحة الإرهاب والتهريب، وفي بعض الحالات دون إجراءات قضائية عادلة.
كما ينفّذ عمليات أمنية مشتركة تستهدف خلايا مرتبطة بما يُعرف بتنظيم الدولة الإسلامية (داعش)، وقد أسفرت هذه العمليات عن تفكيك عدة شبكات مسلحة وخطف.
ويتمتع الجهاز بنفوذ ملموس في السيطرة على مطار معيتيقة الدولي، الذي يُعد المدخل الجوي الأساسي للعاصمة طرابلس، إضافة إلى مواقع حيوية أخرى بالدولة.

## الصراع مع اللواء 444
في أغسطس 2023، اندلعت اشتباكات عنيفة في العاصمة الليبية طرابلس بين جهاز الردع بقيادة عبد الرؤوف كارة وكتائب اللواء 444، إثر اعتقال آمر اللواء، العقيد محمود حمزة، من قبل جهاز الردع أثناء محاولته السفر عبر مطار معيتيقة.أسفرت الاشتباكات عن مقتل 55 شخصًا وإصابة 146 آخرين، وفقًا لوزارة الصحة في طرابلس.
تم تعليق الرحلات الجوية في مطار معيتيقة خلال فترة القتال، ثم استؤنفت بعد التوصل إلى اتفاق لوقف إطلاق النار وإطلاق سراح حمزة.

### تجدد المواجهات (2025)
في مايو 2025، اندلعت اشتباكات جديدة في طرابلس بين جهاز الردع واللواء 444، بعد قيام جهاز الردع باعتقال عدد من عناصر اللواء 444 في مناطق متفرقة بالعاصمة.
أسفرت هذه الاشتباكات عن سقوط عدة قتلى وجرحى، بالإضافة إلى تعطيل حركة المرور في بعض مناطق طرابلس.
تدخلت الحكومة الليبية وأجهزة الأمن لوقف التصعيد، وتم الاتفاق على هدنة مؤقتة بين الطرفين، مع وعد ببدء حوار لتسوية الخلافات.